# 大正まろん
『大正まろん♥』（たいしょうまろん）は、たかまつやよいによる4コマ漫画。竹書房の雑誌『まんがライフ』において2003年3月号から2005年4月号まで連載された。単行本はバンブーコミックスのレーベルで全1巻。大正時代の女学生が主人公。

## 登場人物
井ノ頭まろん（いのがしら まろん）
土建屋井ノ頭組長女で、東京市貞妻女学園（架空）に通っている女学生。17歳。性格は、非常に元気（おてんば）。すぐ学校の物を壊したり、父親の盆栽を破壊したりする。連載終了直前まで一人娘という設定であったが、物語の最後で妹が誕生し、森島大和と結婚する。名前の由来は、父親が銀座のマロンケーキが好物だったこと（本人曰く）。特技はなぎなた。料理や裁縫が苦手。よく担任に廊下に立たされる。連載の最終期では、職業婦人となる。綾小路たまきのライバル。
森島大和
まろんの幼馴染で、10年前までまろんの家の隣にすんでいた。隣に住んでいたころは、背も低く、みんなからいじめられていたが、強くなるために何でもやって、今は軍人になっている。性格はやさしく、女性にももてるが、本人はまろんのことが好き。幽霊や蛇が苦手。最終話でまろんと結婚する。
綾小路たまき
まろんと同じ学校に通う、まろんの級友。なにかとまろんに敵対し、けんかを吹っかけたりする。家は大金持ち。話の序盤ではお見合い3連敗といわれていたが、いつの間にか10連敗していた。弁当にカレーを持ってきたり、少々世間知らずの面がある。くるくる縦ロールの髪型が特徴的。連載の最終期において、料亭の跡取り息子と結婚したが、太ってしまった。
大石けーこ
まろんと同じ学校に通う、まろんの級友で親友。常識的な人物だが恋愛小説好き。まろんのことを陰ながら応援している。最終話では彼女も職業婦人となり、まろんと同じ会社で働いている。
田中美里
まろんと同じ学校に通う、まろんの級友。優等生。
まろんの父親
井ノ頭組の経営者。まろんをよくしかるが、いつも盆栽を壊されたりして、まろんにはほとほと手を焼いている。
まろんの母親
まろんの母親。まろんのよき相談相手。25年前、森島大和の父親とまろんの父親とで彼女を取り合った。まろんが福岡に行こうとして、反抗して石灯籠で彼女を殴ろうとしたとき、ほうきの一撃でまろんを沈めたことがある。